# 日吉村 (新潟県三島郡)
日吉村（ひよしむら）は、かつて新潟県三島郡にあった村。

## 沿革
- 1889年（明治22年）4月1日 - 町村制施行に伴い三島郡鳥越村、雲出村、七日市村が合併し、日吉村が発足。
- 1956年（昭和31年）9月30日 - 村域を二分割し、大字七日市・鳥越は三島郡三島町に、大字雲出を三島郡関原町にそれぞれ編入して消滅。